# پل افغانستان–تاجیکستان در تم-دموگان
پل افغانستان تاجیکستان در تم-دموگان پل معلقی است به طول ۱۳۵ متر و پهنای ۳/۵ متر که این دو کشور را به هم وصل می‌سازد. این پل در ۳ نوامبر ۲۰۰۲ افتتاح شد. پل تاجیک-افغان در تم-دموگان روی رود پنج می‌گذرد. این اولین پل از چهار پلی بود که قرار بود با کمک بنیاد آقاخان ساخته شود.
تم یک ناحیه کوچک در خاروغ، در ولایت خودمختار بدخشان کوهستانی، تاجیکستان است که بسیار گسترده و پراکنده است. بسیاری از ساکنان آنجا مسلمانان اسماعیلیه پیرو آقاخان هستند.
هزینه ساخت پل ۴۰۰۰۰۰ دلار است.